# Bonnieux
Bonnieux je francouzská obec v departementu Vaucluse, v regionu Provence-Alpes-Côte d'Azur. V roce 2006 zde žilo 1 441 obyvatel.

## Geografie
Bonnieux leží vzdušnou čarou ca 50 km jihovýchodně od Avignonu a 70 km severně od Marseille na severním svahu Luberonu. Město Apt se nachází 10 km severovýchodně.

## Historie

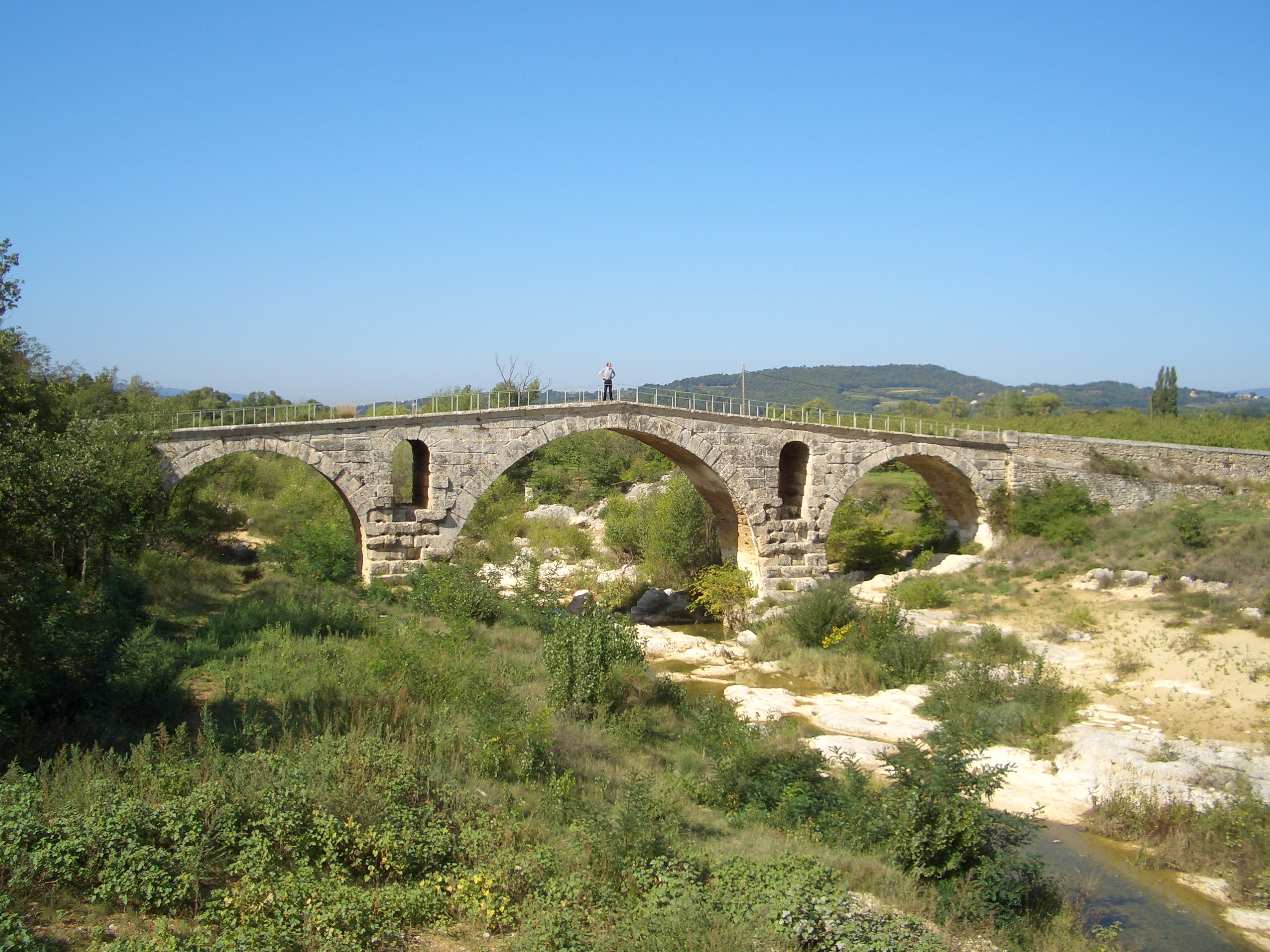
Most Julien

Archeologickými nálezy je zde doloženo pravěké osídlení od doby bronzové. 
V roce 3 před naším letopočtem zde Galové na římské Domitianově silnici postavili most Julien. V 6. století byl založen klášter benediktinů na místě Mithrova pohanského chrámu.
V roce 972 se obec připomíná s tvrzí a vlastními hradbami. V roce 1103 se nazývá hradem (Castrum Bonils) a ve 12. století byla součástí hrabství Forcalquier. Když toto hrabství v roce 1209 ztratilo svou nezávislost, Guillaume de Sabran se je pokusil obnovit a v roce 1220 o tom v Meyrargues podepsal dohodu s Raimondem Bérengrem IV., hrabětem z Provence. Vesnice ve 13. století zpustla, obyvatelé se uchýlili pod hrad Agoult.
Na počátku 14. století se Bonnieux stalo papežskou doménou a zůstalo jí až do 14. září 1791.

## Osobnosti
- Denis Brihat (1928-2024), francouzský fotograf;  poslední léta zde žil, zemřel a je pohřben.
- John Malkovich, americký herec, má zde venkovský dům